# Svin (familie)
Svinefamilien er en biologisk familie af parrettåede hovdyr, hvortil hører tamsvin samt en række vilde, nulevende svinearter, og dertil kommer en række uddøde slægter og arter. Svinefamilien hører naturligt hjemme i den gamle verden fra Asien med tilhørende øer til Europa og Afrika.
De ældste svinefossiler kan dateres tilbage til oligocæn-perioden i Asien, og deres efterkommere ankom til Europa i løbet af miocæn. Der er fundet adskillige forskellige fossile svinearter, der har levet af en stor varietet af føde fra rene planteædere til ådselædere.
| Dyr | Spire Denne artikel om dyr er en spire som bør udbygges. Du er velkommen til at hjælpe Wikipedia ved at udvide den. |